# Silosung
Silosung is een bestuurslaag in het regentschap Tapanuli Utara van de provincie Noord-Sumatra, Indonesië. Silosung telt 201 inwoners (volkstelling 2010).